# دولت‌آباد (سیب و سوران)
دولت‌آباد یا چاه فولاد، روستایی در دهستان شندان بخش مرکزی شهرستان سیب و سوران در استان سیستان و بلوچستان ایران است.

## جمعیت
بر پایه سرشماری عمومی نفوس و مسکن در سال ۱۳۹۵، جمعیت این روستا برابر با ۳۷۸ نفر (۹۰ خانوار) بوده‌است.